# Mitchellville (Tennessee)
Mitchellville – miasto w Stanach Zjednoczonych, w stanie Tennessee, w hrabstwie Sumner.